# 金善禹
金善禹（： Kim Seon Woo，2003年6月24日—），藝名SUNOO，是韓國男歌手，為韓國男子團體ENHYPEN成員。

## 演藝經歷

### 出道前
2020年6月26日至9月18日，金善禹與其他BELIFT LAB練習生參加選秀節目《I-LAND》，曾在节目中三次获得全球投票第一，並以「製作人選擇」在該節目中成功獲得出道資格。

### 出道後
2020年11月30日，透過首張迷你專輯《Border: Day One》，以ENHYPEN的成員出道。

## 主持作品

### 音樂節目
| 播放日期       | 電視臺 | 節目名稱     | 合作藝人       | 備註     |
| -------------- | ------ | ------------ | -------------- | -------- |
| 2020年12月11日 | KBS2   | 《音樂銀行》 | 姬振           | 特别主持 |
| 2022年7月10日  | SBS    | 《人氣歌謠》 | 盧正義、徐范俊 | 特别主持 |
| 2022年7月17日  | SBS    | 《人氣歌謠》 | 盧正義、徐范俊 | 特别主持 |

### 電台節目
| 播放日期               | 電臺 | 節目名稱 | 合作藝人 | 備註     |
| ---------------------- | ---- | -------- | -------- | -------- |
| 2022年2月20日－6月26日 | EBS  | 《傾聽》 | 梁禎元   | 固定主持 |

## 外部連結
- 官方网站（英文）（日語）